# Bảo tàng Maillol

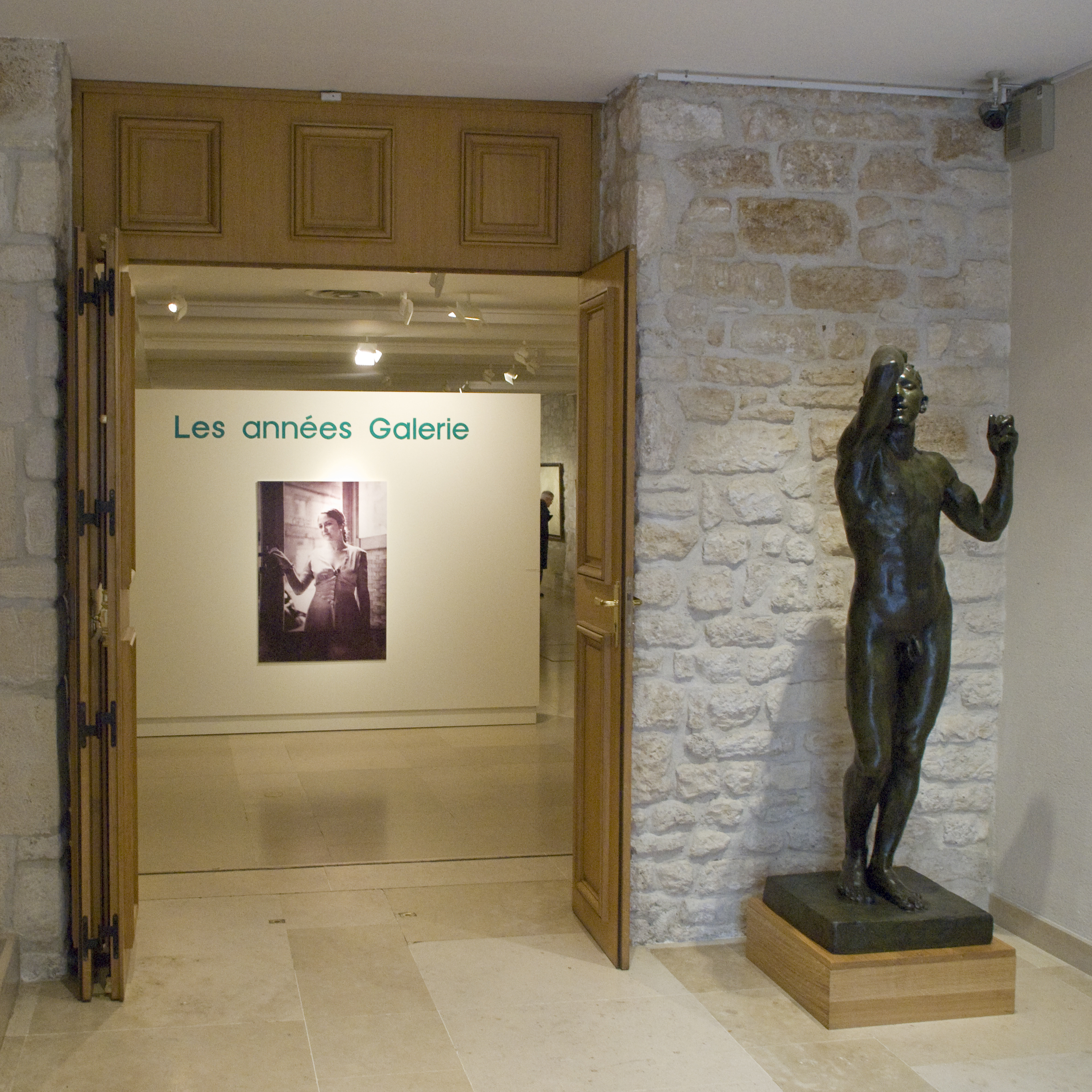
Bảo tàng Maillol

Bảo tàng Maillol (tiếng Pháp: Musée Maillol) là một bào tàng nghệ thuật nằm tại số 61 phố Grenelle, Quận 7 thành phố Paris. Bảo tàng được Dina Vierny, người mẫu của nhà điêu khắc Aristide Maillol, thành lập vào năm 1995 với các tác phẩm của chính Maillol và một sưu tập nghệ thuật thế kỷ 20 gồm tranh, tác phẩm điêu khắc và họa hình. Trong số hiện vật ở đây có không ít các tác phẩm của những nghệ sĩ nổi tiếng như Henri Matisse, Edgar Degas, Pablo Picasso, Jean Auguste Dominique Ingres, Paul Cézanne, Paul Gauguin, Auguste Rodin, Wassily Kandinsky...
Năm 2007, Bảo tàng Maillol đón 220.000 lượt khác thăm.